# Jakob Dubs

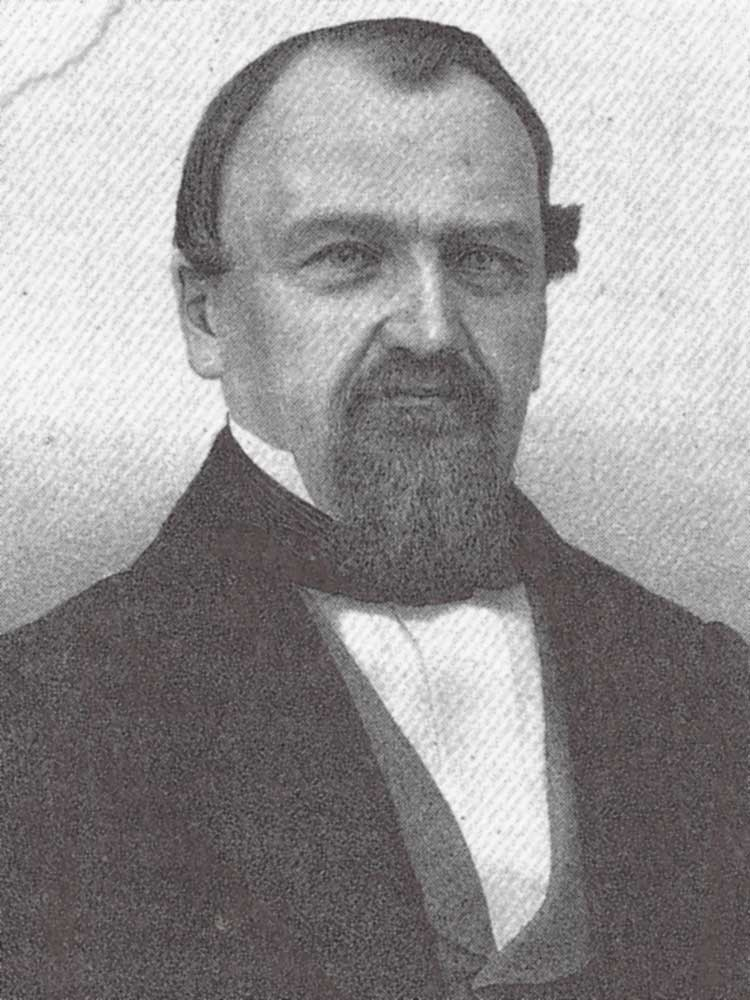
Jakob Dubs.

Jakob Dubs, född den 26 juli 1822 i Affoltern am Albis i kantonen Zürich, död den 13 januari 1879 i Lausanne, var en schweizisk statsman och rättslärd.
Dubs invaldes 1849 i nationalrådet och blev samma år medlem av förbundsdomstolen. Åren 1855-1861 var han medlem av ständerrådet, blev 1861 medlem av förbundsrådet och var åren 1864, 1868 och 1870 förbundspresident. I sistnämnda egenskap verkade han i synnerhet för handelsfördraget med Frankrike och för judeemancipationen. År 1872 opponerade han sig mot författningsrevisionen, kom med anledning därav i oenighet med förbundsförsamlingens majoritet och lämnade därför förbundsrådet. År 1875 mottog han en kallelse till medlem av den 1874 omorganiserade förbundsdomstolen. Dubs främsta arbeten är Entwurf eines Strafgesetzbuches für den Kanton Zürich (1855), Die schweizerische Demokratie in ihrer Fortentwickelung (1866; 2:a upplagan 1868) och Das öffentliche Recht der schweizerischen Eidgenossenschaft (2 band, 1877-1878).